# Motoșeni (gmina)
Motoșeni – gmina w Rumunii, w okręgu Bacău. Obejmuje miejscowości Bâclești, Chetreni, Chicerea, Cociu, Cornățelu, Fântânele, Fundătura, Gura Crăiești, Motoșeni, Poiana, Praja, Rotăria, Șendrești i Țepoaia. W 2011 roku liczyła 3505 mieszkańców.